# Bjelolasica

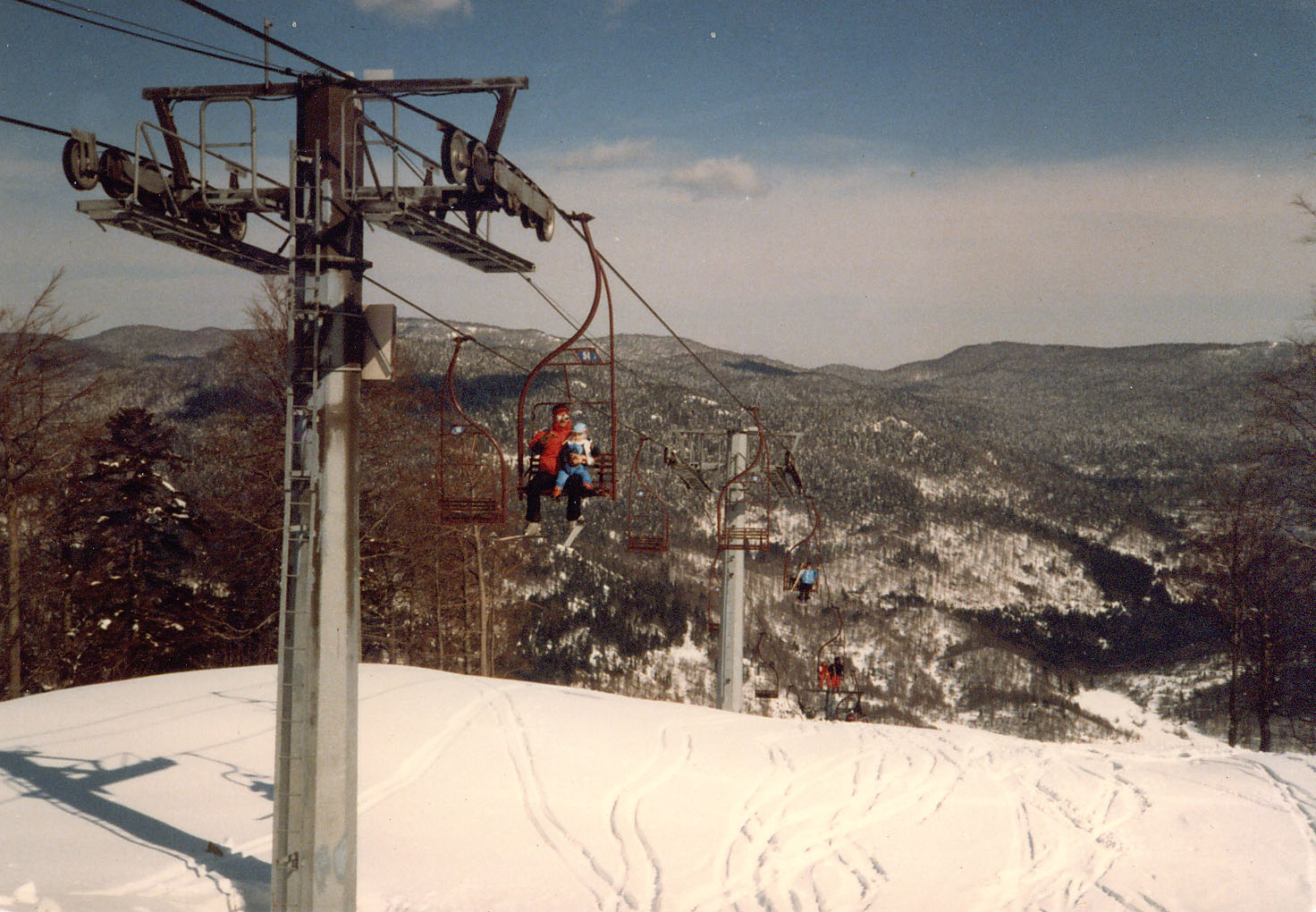
Kroatisches olympisches Zentrum

Die Bjelolasica ist der mit 1533 m. i. J. (nach anderen Angaben 1534 m) höchste Berg der Velika Kapela im Gorski kotar, Dinarisches Gebirge, rund 30 km westlich von Ogulin in Kroatien.

## Geographie
Der Berg liegt in der Landschaft Gorski Kotar in einer waldbedeckten und dünnbesiedelten Region und ist über die Straße von Ogulin nach Novi Vinodolski zu erreichen; bei Jasenak zweigt eine Straße nach Vrelo unterhalb des Hauptgipfels Kula („Turm“) ab. Von Westen erfolgt der Zugang über Tuk Mrkopaljski oder Begovo Razdolje, die von der Autobahn A 6 über Delnice erreicht werden. Südlich in der Nähe liegen die Naturreservate Bijele und Samarske stijene. Der rund sechs Kilometer lange Kamm, der sich von Nordwest nach Südost erstreckt, ist nahezu unbewaldet.

## Fauna
Die Fauna umfasst Wölfe, Braunbären und Luchse.

## Tourismus und Sport
In der Nähe befindet sich in Vrelo das Wintersportgebiet gleichen Namens mit dem Hrvatski olimpijski centar Bjelolasica (Kroatisches olympisches Zentrum), das mit drei Doppelsesselliften und drei Skiliften sowie sieben Pisten das ausgedehnteste Skigebiet Kroatiens umfassen soll. Über Forstwege ist der Bergkamm auf markierten Wegen zu Fuß gut zu erreichen. Die Aussicht vom Gipfel reicht an klaren Tagen bis zu den Julischen Alpen. In der Nähe des Gipfels befindet sich das unbewirtschaftete Schutzhaus Planinarsko skloniste Jakob Mihelcic in 1460 m Höhe; etwa 45 Minuten entfernt liegt die Hütte Jancarica. In größerer Entfernung sind weitere Hütten vorhanden.